# Julio César Martínez Blat
Julio César Martínez Blat (Vinalesa, 1957-2017) fou un polític valencià, alcalde de Vinalesa pel Partit Socialista del País Valencià-PSOE de 1999 a 2017.
Treballador social en la Diputació de València, Blat estigué una legislatura en l'oposició ans de guanyar les eleccions municipals espanyoles de 1999: durant la seua gestió aconseguí una millora del transport públic, dinamitzà l'associacionisme i fomentà la pilota valenciana, també en la Mancomunitat del Carraixet, encara que mai se l'alliberà del seu ofici professional.
L'any 2015, durant un ple municipal, un regidor de l'oposició formulà una pregunta en castellà i Blat li contestà en valencià, la qual cosa desencadenà una breu discussió sobre diglòssia i drets lingüístics. També va destacar com a aficionat a la Pilota.